# Heras de Ayuso
Heras de Ayuso – gmina w Hiszpanii, w prowincji Guadalajara, w Kastylii-La Mancha, o powierzchni 10,24 km². W 2011 roku gmina liczyła 260 mieszkańców.